# ماركوس شوبيرت
ماركوس شوبيرت (بالألمانية: Markus Schubert) (12 يونيو 1998 بفرايبرغ في ألمانيا - ) هو لاعب كرة قدم ألماني في مركز حراسة المرمى. شارك مع منتخب ألمانيا تحت 17 سنة لكرة القدم ومنتخب ألمانيا لكرة القدم تحت 18 سنة. أما مع النوادي، فقد لعب مع دينامو دريسدن.

## وصلات خارجية
- ماركوس شوبيرت على موقع الاتحاد الأوربي (الإنجليزية)
- ماركوس شوبيرت على موقع إي إس بي إن إف سي (الإنجليزية)
- ماركوس شوبيرت على موقع قاعدة بيانات كرة القدم.إي يو (الإنجليزية)
- ماركوس شوبيرت على موقع بيانات كرة القدم. دي إي (الألمانية)
- ماركوس شوبيرت على موقع Soccerbase.com (لاعب) (الإنجليزية)
- ماركوس شوبيرت على موقع Soccerway.com (الإنجليزية)
- ماركوس شوبيرت على موقع عالم كرة القدم.نت (الإنجليزية)